# گسترش مسیحیت

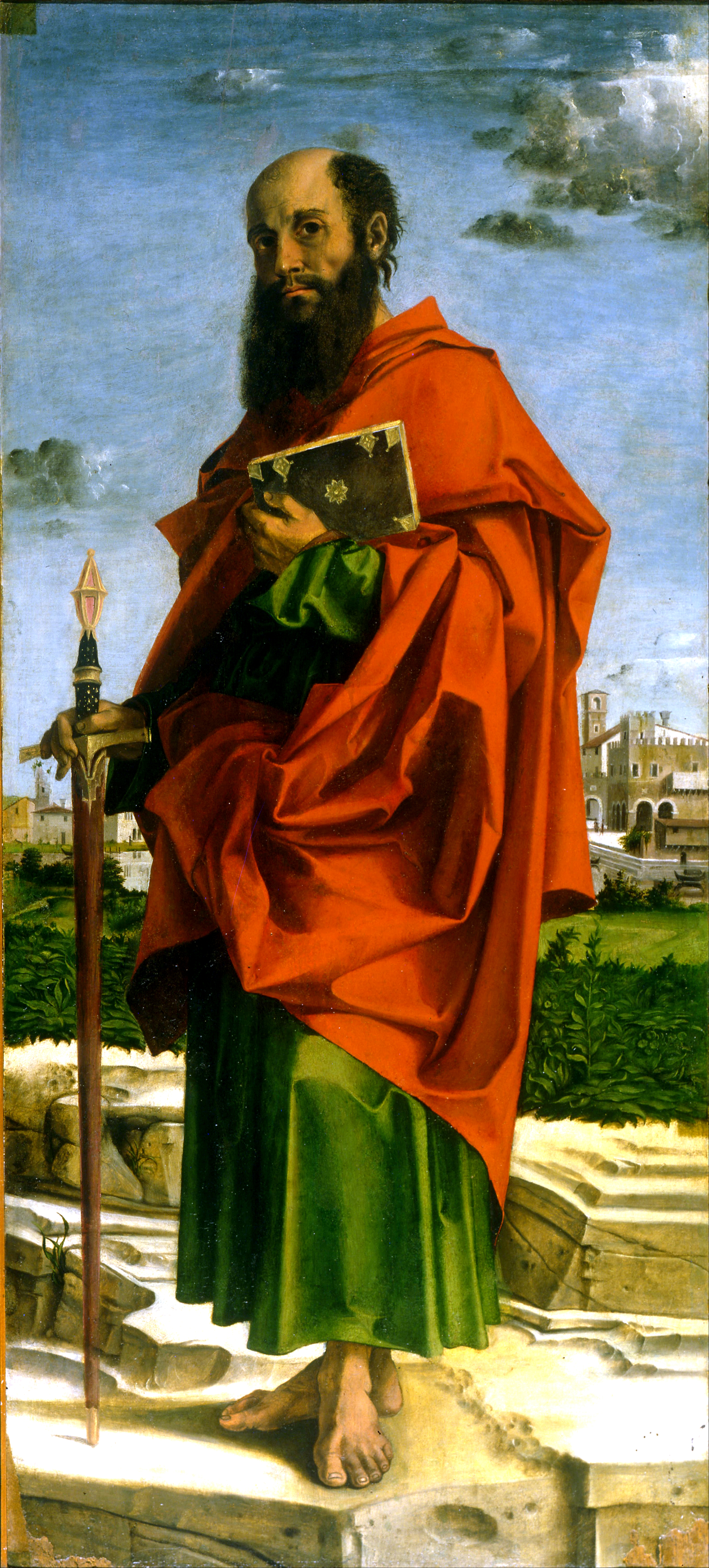
یک نقاشی از پولس رسول که توسط نقاش ایتالیایی بارتولومئو مونتاگنا به تصویر کشیده شده‌است.

گسترش مسیحیت (انگلیسی: Spread of Christianity) مسیحیت به عنوان یک فرقه یهودی معبد دوم در قرن اول در یهودیه (استان روم) در امپراتوری روم آغاز شد، از آنجا که در سراسر امپراتوری روم و فراتر از آن گسترش یافت.

## ریشه‌ها
مسیحیت «به‌عنوان فرقه‌ای از یهودیت در فلسطین روم پدید آمد» در دنیای هلنیستی متقابل قرن اول پس از میلاد، که تحت سلطه قوانین روم و فرهنگ یونانی بود. این کار با خدمت عیسی آغاز شد که ظهور پادشاهی خدا را اعلام کرد. پس از مرگ او توسط مصلوب شدن، گفته می‌شود که برخی از پیروان او عیسی را دیده‌اند و اعلام کردند که او زنده است و دوباره زنده شده‌است. «رستاخیز عیسی به اولین ایمانداران نشان داد که روزهای تحقق معاد در راه است» و در برخی از فرقه‌های مسیحی انگیزه ای برای تعالی عیسی به مقام پسر الهی و پادشاهی خدا و از سرگیری فعالیت تبلیغی آنها داد.

## دلایل موفقیت مسیحیت اولیه

### غیرت نابردبار
نخستین دلیل نگرش قوی توسعه طلبانه‌ای بود که مسیحیان به دلیل انزجار نسبت به چندخداپرستی نشان می‌دادند. ادوارد گیبون نویسنده کتاب تاریخ زوال و سقوط امپراتوری روم می‌نویسد: «غیرت غیرقابل انعطاف مسیحیان، درست است که برگرفته از دین یهود بود، اما از روح تنگ‌نظرانه و غیر اجتماعی که به جای دعوت، غیریهودیان را از پذیرش شریعت موسی منصرف کرده بود، پاک شده بود.» تنها دین یا مردمی که در آن زمان، همان‌طور که گیبون ذکر می‌کند، دارای هر نوع برنامه انحصاری و احساس برتری نسبت به دیگران بودند، یهودیان بودند که به عنوان یک نژاد معتقد بودند که قوم برگزیده خدا هستند. یهودیان تمایل واقعی نداشتند که این موقعیت انتخابی را با افراد زیادی به اشتراک بگذارند، زیرا این امر طبیعتاً ماهیت این انحصار را کاهش می‌دهد؛ بنابراین یهودیت انگیزه زیادی به یهودیان نمی نداد تا دیگران از نژادهای مختلف را به دین خود درآورند. آنها ترجیح دادند این مقام و تمجید از «برگزیدگان» را تا حد زیادی برای خود نگه دارند؛ بنابراین نتیجه این بود که آنها طبیعتاً بسیار منزوی شدند و با آداب و رسوم و مناسک متمایز و مناسک مذهبی خود، همان‌طور که گیبون توصیف می‌کند، خود را از دیگران جدا می‌کردند، در حالی که به چندخداپرستان و اعتقادات آنها به دیده تحقیر نگاه می‌کردند و به نوبه خود همان‌طور که گیبون پیشنهاد می‌کند افراد دیگر در هر صورت توسط قوانین متعدد، محدودیت‌ها و تشریفات پیچیده و همه بایدها و نبایدهای مختلفی که یهودیت بر آنها پافشاری می‌کند دفع می‌شدند و او پیشنهاد می‌کند که ممکن است یکی از آنها را بیشتر دفع کند، مراسم ختنه کردن، مثله کردن بدن، چیزی که برای یونانی‌ها ممکن است کاملاً بیگانه بود و مانند پلی بوده باشند که هرگز نمی‌توانستند از آن عبور کنند.
بنابراین به بیان ساده، شکاف بزرگی بین چندخداپرستان و یهودیان وجود داشت، حتی اگر بسیاری از چندخداپرستان ممکن بود به آرمان یک خدای واحد و قدرتمند علاقه‌مند باشند؛ بنابراین وضعیتی عجیب پیش آمد که در آن یهودیان طبق عهد قدیم به عنوان نژاد منتخب تحسین می‌شدند، اما ناگهان همه مردم اکنون حق «نجات» پیدا کردند اما تحقیر یهودیان نسبت به چندخداپرستان اکنون توسط مسیحیان به ارث رسیده و به یک غیرت تبلیغی بسیار سازش‌ناپذیر هدایت می‌شد.
گیبون می‌نویسد..
هر امتیازی که می‌توانست مسیحیان را از زمین به آسمان بالا ببرد، همچنان برای اعضای کلیسای مسیحی محفوظ بود. اما در عین حال این مقدس‌ترین وظیفه یک نوکیش شد که برکت بی‌شماری را که دریافت کرده بود در میان دوستان و خویشاوندان خود منتشر کند و به آنها هشدار دهد که «امتناع» به عنوان نافرمانی جنایتکارانه از اراده خدای خیرخواه که قادر مطلق تلقی می‌شود مجازات سختی خواهد داشت.

### اشتیاق برای زندگی دوم و ابدی پس از مرگ
گیبون میل عمیق به زندگی پس از مرگ فیزیکی را عامل گسترش مسیحیت می‌داند. او آن را اینگونه توضیح می‌دهد: «در مسیحیت دکترین زندگی آینده، با هر شرایط اضافی که می‌توانست به آن حقیقت مهم وزن و کارایی بدهد، بهبود یافته یافت.»
به عبارت دیگر وعده زندگی در بهشت؛ بنابراین این موضوع به آرزوی پایه انسان برای زندگی جاودانه کمک کرد. اشارات دائمی به زندگی ابدی در انجیل وجود دارد، اگرچه پیامدها و تناقضات یک زندگی بی پایان در بهشت سعادتمندانه هرگز واقعاً مورد بحث قرار نمی‌گیرند. اما این تمایل سطحی و مادی‌گرایانه در انسان عادی برای ادامه زندگی حتی پس از مرگ را مورد توجه قرار گرفته‌است. این پیام در زمان رومیان در میان بخش بزرگی از مردم طنین‌انداز شد. وعده سعادت ابدی به بشریت به شرط پذیرش ایمان و رعایت دستورهای انجیل پیشنهاد شد، این پیشنهاد بسیار سودمند توسط تعداد زیادی از افراد از هر دین و از هر درجه ای و از هر استانی در امپراتوری روم مورد پذیرش قرار گرفت. گیبون در ادامه اشاره می‌کند که از آنجایی که آمدن دوم عیسی در هر زمانی انتظار می‌رفت، احساس فوریت وجود داشت و او به متی فصل ۲۴ اشاره می‌کرد که در آن عیسی وعده می‌دهد قبل از اینکه حامیانش روی زمین از بین بروند، باز خواهد گشت. زندگی ابدی هر چه که باشد، مطمئناً برای توده‌های معمولی جذابیت داشت و همچنین تأثیری در تشویق نوکیشان به تلاش برای تبدیل سایر دوستان خانواده و همکاران داشت تا آنها را از شکنجه ابدی در جهنم نجات دهند. هر چند که در میان مسیحیان بدوی بسیاری وجود داشتند که خلق و خوی مناسب‌تری برای فروتنی و خیرخواهی حرفه‌شان داشتند. بسیاری بودند که برای خطری که در انتظار دوستان و هموطنان خود می‌دیدند دلسوزی صمیمانه داشتند و خیرخواهانه‌ترین غیرت را برای نجات آنها از نابودی قریب‌الوقوع به کار گرفتند.

### اعتقاد به معجزه
گیبون بیان می‌کند، قدرت‌های معجزه آسایی که به کلیسای بدوی نسبت داده می‌شود و بهره‌برداری تبلیغاتی مبلغان از معجزهای مختلف ادعایی انجام شده توسط عیسی و پس از مرگ او، حواریون مختلف، در جهت به دست آوردن نوکیشان بود.
مسیحیت به شدت بر «معجزه» متکی است و بیشتر داستان‌های انجیل واقعاً تا حد زیادی وسیله ای برای نشان دادن استعدادهای عیسی در زمینه معجزه کردن هستند. تأکید بیشتر بر معجزات از هر سخنرانی طولانی در مورد دیدگاه‌های عیسی در مورد ماهیت جهان، فلسفه او تأثیر بیشتری بر مردم داشت. این امر با دنیای عقلانی رواقیون یونانی یا مثلاً افلاطون یا ارسطو که برای متقاعد کردن نوکیشان احتمالی، به ماوراء طبیعی (یا معجزات فرضی) تکیه نمی‌کردند، بلکه برای درک جهان صرفاً بر حقیقت و حکمت تکیه می‌کردند، بسیار دور بود. کنجکاوترین یا زودباورترین افراد در میان چندخداپرستان اغلب متقاعد می‌شدند که وارد جامعه ای می‌شوند که ادعای واقعی قدرت‌های معجزه آسا را مطرح می‌کرد. مسیحیان بدوی احساس می‌کردند، یا تصور می‌کردند که از هر طرف بی‌وقفه توسط شیاطین مورد حمله قرار می‌گیرند، با رؤیاها تسلی می‌یابند، توسط نبوت آموزش داده می‌شوند، و به‌طور شگفت‌انگیزی با دعاهای کلیسا از خطر، بیماری، و از خود مرگ رهایی می‌یابند.

### زمینه اخلاقی بالاتر
این اخلاقیات بیشتر اخلاقیاتی بود که مسیحیت به آن توجه داشت - بر اساس ده فرمان - عمدتاً اخلاقیات اساسی مانند منع قتل یا دزدی یا سبک زندگی لذت‌پرستانه، عدم شهادت دروغ و غیره بود. هر چند ادیان چندخداپرستانه قدیمی‌تر اجرای این اعمال را متوقف کرده بودند، اما حفظ و انجام عملی این اصول به مسیحیان اولیه برتری قابل توجهی بخشید و آنها زمینه‌های اخلاقی بالایی داشتند. این موضوع به جذب افراد بیشتر کمک کرد زیرا توده‌ها می‌دیدند که کاهنان چندخداپرست احتمالاً همان استانداردهای عالی اخلاقی را موعظه نمی‌کنند.

### انسجام جامعه مسیحی
اتحاد و انضباط مسیحیان که به تدریج دولتی مستقل و فزاینده را در قلب امپراتوری روم تشکیل داد. چیزی است که از دین یهود به ارث رسیده و باقی مانده بود. یهودیان حس برادری قوی داشتند و تقریباً به عنوان یک بدنه متفاوت از مردم در امپراتوری روم با آداب و رسوم خاص خود عمل می‌کردند. مسیحیان همان انحصار و برادری را حفظ کردند، هرچند به قیمت بیگانگی با فرهنگ چندخداپرستی و مردم روم، درست مانند یهودیان. در اصل مانند مسیحیان به عنوان یک گروه مجزا در یک گروه بزرگتر عمل می‌کردند و تلاش می‌کردند تا گروه بزرگ‌تر را با تغییر دین به اراده خود برگردانند.
نکته دیگر این بود که کلیسای بدوی سلسله مراتب خاص خود را داشت که به‌طور خاص برای کمک به گسترش سازماندهی شده بود. کلیسا دارای اسقف‌ها - بعدها پاپ نیز - کشیش‌ها، شماسها و تعداد زیادی از مردم بود که زیر نظر آنها کار می‌کردند و مناطقی که به اسقف‌های مختلف تقسیم شده بودند. هر اسقف‌نشینی از نظر تغییر دین چندخداپرستان به عهده مسیحیان محلی واگذار شد. در مقابل، معابد چندخداپرست برای هیچ نوع توسعه‌طلبی مذهبی سازمان دهی نشده بودند.
گیبون مسئول سرپرستی معابد چندخداپرستان را طبقات اشراف و سناتورها توصیف می‌کند که بسیاری از آنها دارای ثروت قابل توجهی بودند. به این مردان مسئولیت مراقبت از معبد یا مکان مذهبی یا انجام قربانی عمومی داده می‌شد، اما ممکن است زمان یا علاقه واقعی برای ترویج عقیده یا معبد را نداشته باشند. این نکات نه تنها در زمان رومیان مرتبط بودند، بلکه تأثیر خود را در تغییر دین اروپای شمالی چندخداپرستان پس از سقوط امپراتوری روم غربی داشتند. قبایل پاگان ژرمنی - گوت‌ها، وندال‌ها، فرانک‌ها، آنگلوساکسون‌ها همان ضعفی را در نهادهای مذهبی خود نشان دادند که چندخداپرستان رومی داشتند و مانند چندخداپرستان رومی، آنها هیچ غیرتی برای تغییر مذهب یا تمایلی به تصرف اراضی بیشتر برای مذهب خود نداشتند، همچنین هیچ نهاد یا سازمان قدرتمندی برای محافظت یا پیشبرد اعتقادات یا فرهنگ خود نداشتند.

## گسترش در امپراتوری روم
پطرس (یا شمعون ۶۴ یا ۶۷ میلادی) و پولس رسول (مرگ ۶۴/۶۵) که از حواریون مسیح بودند، در زمان سلطنت نرون (زادهٔ ۳۷ میلادی، درگذشتهٔ ۶۸ میلادی) به قصد گسترش مسیحیت در سراسر امپراتوری روم سفر کردند. ادوارد جی واتس – استاد تاریخ در دانشگاه کالیفرنیا، سن دیگو – نوشته‌است، در قرن اول و دوم، اکثر مردم امپراتوری روم چندین خدا را به‌طور همزمان می‌پرستیدند. وقتی آنها دربارهٔ مسیحیت شنیدند، لزوماً فکر نمی‌کردند که پرستش عیسی مسیح به این معنی است که باید از پرستش خدایان دیگر خود مانند ژوپیتر، آپولون و ونوس دست بردارند. در ابتدای گسترش مسیحیت بسیاری با اضافه کردن عیسی به گروه خدایان که قبلاً آنها را می‌پرستیدند، مسیحیت را پذیرفتند. رومیان با عقاید مسیحیت آشنا شدند که همه مردم در نظر خدا برابر هستند و زندگی پس از مرگ در بهشت شگفت‌انگیز است و باید منتظرش بود، بنابراین طبیعتاً اولین نوکیشان مسیحیت برده‌ها و زنان – محروم‌ترین اعضای جامعه بودند – آنها احساس می‌کردند که در این دین مهم و هم پایه با ارباب یا شوهر خود هستند. یکی از مهم‌ترین محورهای مسیحیت اخلاق و احسان نسبت به سایر انسان‌ها بود. این جنبه به ویژه برای ضعیفان و مستضعفان جذاب بود. یکی دیگر از وعده‌های مهم مسیحیت، پاداش‌های آسمانی در زندگی پس از مرگ در نتیجه اعمال نیک زمینی بود. این آموزش با نظر اکثر ادیان قبلی رومی که مفهوم زندگی پس از مرگ را به روشنی پوشش نداده بود، متفاوت بود.

### نگرش اولیه روم نسبت به مسیحیت
در حدود سال ۳۰ میلادی پونتیوس پیلاطس از سوی امپراتور تیبریوس (حکومت ۱۴ تا ۳۷ میلادی) برای حکومت بر یهودیه منصوب شد. در همین زمان قیافا یکی از بانفوذترین مردان اورشلیم بود. او قبلاً ۱۸ سال به عنوان کاهن اعظم معبد در منصبش مانده بود، و اتحادی قوی با قدرت اشغالگر روم ایجاد کرده بود. داستان محاکمه و به صلیب کشیدن عیسی از زمانی شروع می‌شود که عیسی یاغی سوار بر الاغی به اورشلیم وارد می‌شود و عمداً عملاً همان پیشگویی که در کتاب مقدس عبری دربارهٔ آمدن مسیح تصویر شده بود را انجام می‌دهد. عیسی روز بعد به معبد بزرگ یهود وارد می‌شود و به صرافان مشغول به کار در درون معبد به دلیل آلوده کردن این مکان مقدس حمله می‌کند. هم رهبران یهودی که متوجه می‌شوند که عیسی قدرت آنها را تهدید می‌کند و هم رومی‌ها، که می‌ترسند عیسی جاذبهٔ شخصیتی رهبری یک قیام چریکی علیه روم امپراتوری را داشته باشد، او را تحت نظر می‌گیرند. عیسی در باغ جتسیمانی به دستور قیافا دستگیر می‌شود و سپس توسط فرماندار رومی محاکمه و به صلیب کشیده می‌شود.
هنگامی که فرماندار روم در یهودیه برای اولین بار در حدود سال ۳۰ پس از میلاد، امپراتور روم را از وجود مسیحیت در یهودیه روم آگاه کرد، امپراتور تیبریوس (حکومت ۱۴ تا ۳۷ میلادی) هیچ کاری برای جلوگیری از آن انجام نداد. امپراتور تیبریوس که فکر می‌کرد این فرقه ممکن است دین همیشه آزاردهنده یهودیان را تضعیف کند، از سنای روم خواست که ایمان مسیحی را قانونی کند و عیسی را خدای رومی معرفی کند. اما سنای روم نپذیرفت. در عوض، مسیحیت را به عنوان یک «خرافات غیرقانونی»، پیروی از آن را جرم تحت قوانین روم اعلام کرد. اگرچه مسیحیت اکنون رسماً غیرقانونی بود، تیبریوس همچنان امیدوار بود که این فرقه مذهبی جدید به هدف او برای آرام کردن امپراتوری کمک کند. در نتیجه، به مقامات رومی دستور داد که در دین جدید دخالت نکنند، سیاستی که حدود ۳۰ سال بعد تا زمان نرون ادامه داشت.

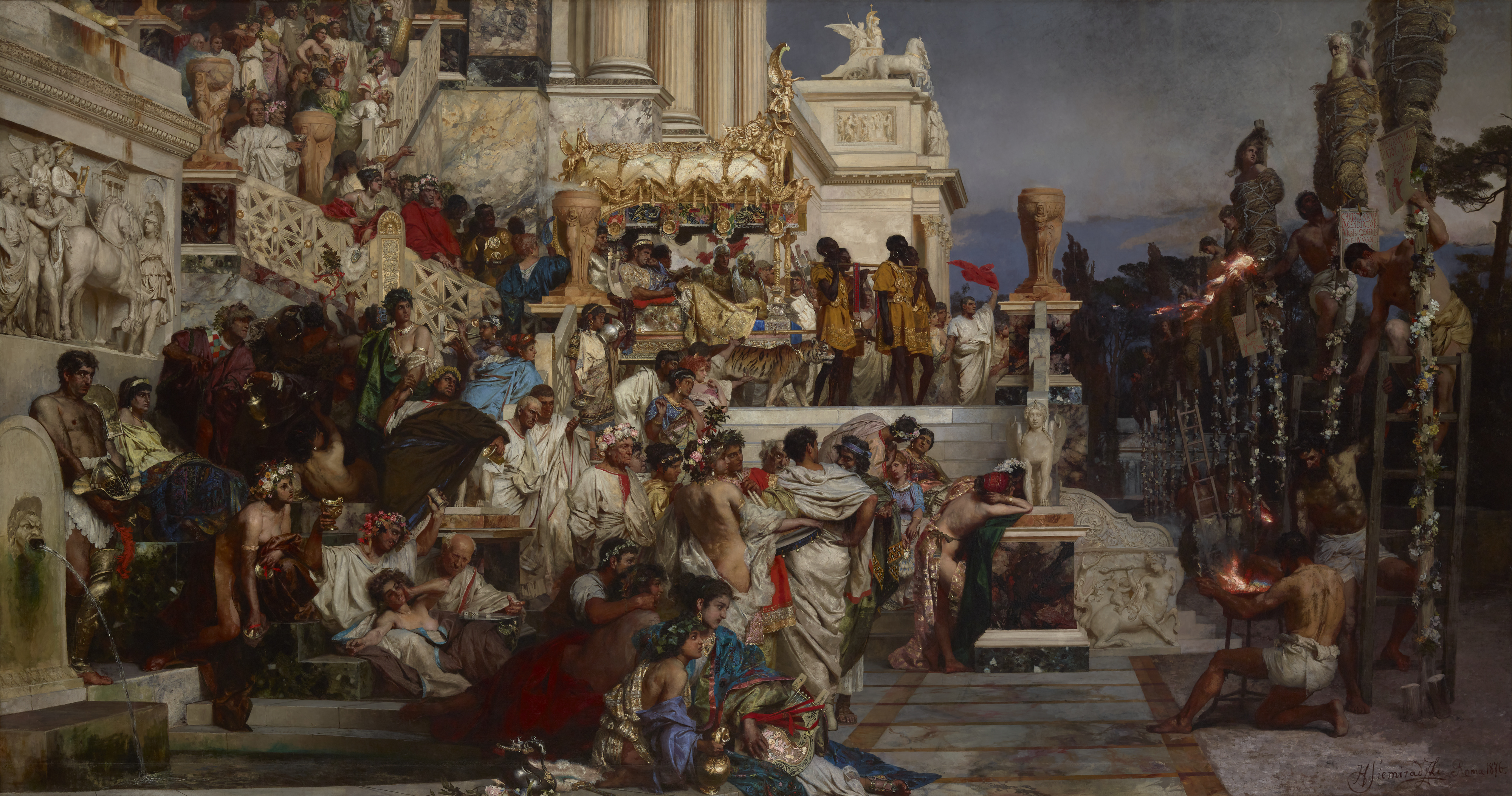
مشعل‌های نرون، توسط هنریک شمیراتسکی (۱۸۷۶). به گفته تاسیتوس، نرون از مسیحیان به عنوان مشعل انسانی استفاده می‌کرد

در شب ۱۸ ژوئیه سال ۶۴ پس از میلاد، آتش‌سوزی بزرگ رم رخ داد. آتش به سرعت گسترش یافت و به مدت شش روز بخش اعظم شهر از جمله کاخ امپراتور نرون را دربر گرفت. بلافاصله شایعه ای منتشر شد مبنی بر اینکه خود نرون با هدف به دست آوردن فضای خالی برای ساختن یک قصر جدید موجب این آتش‌سوزی شده‌است. او تقریباً به‌طور قطع مسئولیت این آتش‌سوزی را بر عهده نداشت. با این وجود، مردم رم او را گناهکار می‌دانستند. نرون از ترس اینکه اوباش رومی به او حمله کنند، به دنبال پیدا کردن مسئول برای وقوع این آتش‌سوزی گشت. او به یک اقلیت کوچک مذهبی غیرمحبوب یعنی مسیحیان اشاره کرد.

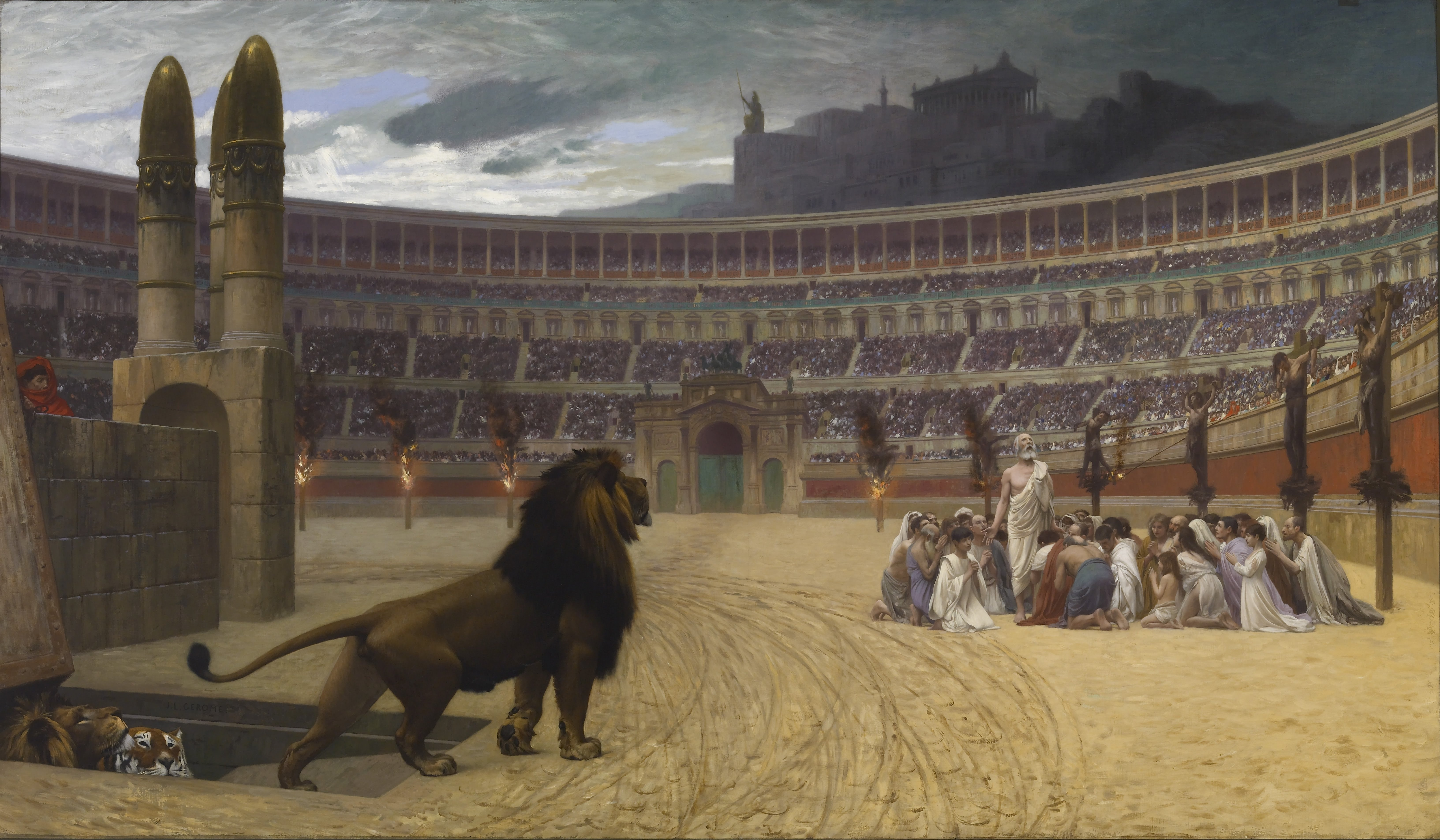
آخرین دعای شهدای مسیحی، نقاشی ژان لئون ژروم (۱۸۸۳)

مسیحیان هدف آسانی برای قربانی شدن بودند. مردم عادی روم شایعات مربوط به مسیحیان را باور می‌کردند. برخی فکر می‌کردند که مسیحیان آدمخواری می‌کنند زیرا مراسم عشای ربانی از ایمانداران می‌خواست که به‌طور نمادین گوشت و خون مسیح را بخورند. برخی دیگر معتقد بودند که مسیحیان زنای محارم انجام می‌دهند به این دلیل که آنها محبت به برادران و خواهران خود را موعظه می‌کنند. بسیاری بر این باور بودند که مسیحیان از انسانیت متنفرند زیرا اسرار خود را حفظ می‌کردند و از زندگی عادی اجتماعی کناره می‌گرفتند. بسیاری از پاگان‌ها می‌ترسیدند که خدایان خشمگین شوند و مردم روم را مجازات کنند زیرا مسیحیان از شرکت در مراسم مذهبی قدیمی خودداری می‌کردند. این ترس‌ها و شایعات به نرون کمک کرد تا افکار عمومی نسبت به آتش‌سوزی بزرگ رم را به جای خود، به سمت سرزنش مسیحیان سوق دهد. آزارهای اولیه به صورت پراکنده، ناشی از شرایط محلی و وابسته به نگرش فرماندار بود. علت اساسی آزار و اذیت، پرستش نکردن خدایان توسط مسیحیان بود همان خدایانی که اعتقاد بر این بود که لطف آنها باعث موفقیت امپراتوری روم شده‌است.
روم دلایل خوبی برای تحمل دین یهود داشت. اولاً، این یک دین جا افتاده و با سابقه طولانی بود. مهم‌تر از همه، روم می‌خواست مردم یهودیه را از شورش بازدارد. هیچ‌یک از این دلایل در مورد مسیحیت صدق نمی‌کرد. این شاخه جدید دین یهود در ابتدا در میان مردم یهود حمایت چندانی نداشت. در واقع، اگر روم مسیحیان را سرکوب می‌کرد، بسیاری از یهودیان خوشحال می‌شدند. تحقیقات دولتی رومی در مورد مسیحیت اولیه، آن را یک فرقه غیر مذهبی، بدیع، نافرمان و حتی الحادی از یهودیت ارزیابی کرد. به نظر آنها می‌رسید که همه اشکال دین را انکار می‌کند و بنابراین «خرافات» بود. حتی در پایان دوران امپراتوری روم، تنها مسیحیت نیقیه به عنوان یک «دین» مجاز بود اما همه فرقه‌های دیگر مسیحیت «خرافات» بدعت‌آمیز شمرده شدند.

#### آزار و اذیت مذهبی
رومی‌ها به‌طور کلی فرقه‌های مذهبی را تحمل می‌کردند، اما استثناهایی هم وجود داشت. جمعیتی که دیونیسوس، خدای یونانی مرتبط با شراب و مستی را جشن (باکانالیا) می‌گرفتند، چنان غیرقابل کنترل و یاغی شدند که روم برای مدتی این فرقه را سرکوب کرد. نقاشی‌های دیواری در «ویلای اسرار» پمپئی (نابودی در ۷۹ پس از میلاد) احتمالاً معرف فرقه باکانالیا هستند که ۱۰۰ سال قبل از نابودی پمپئی به زور تحت کنترل مستقیم مقامات مدنی و مذهبی روم قرار گرفتند.
روم وسعت خود را با زور به دست آورد اما برای کنترل چنین امپراتوری وسیعی، نیاز به جلب همکاری مردم تابع خود داشت و این کار را به روش‌های گوناگون انجام می‌داد. روم به جای مجازات مردم کشورهای تسخیر شده، اغلب با آنها به عنوان متحد رفتار می‌کرد و آنها را تشویق می‌کرد تا در شکوه و ثروتمند ساختن امپراتوری شرکت کنند. دین رومی شامل بسیاری از خدایان اصلی و فرعی بود که در فوق آنها خدای آسمان، ژوپیتر قرار داشت. در باور رومیان، نوعی قرارداد بین مردم و خدایانشان وجود داشت به این معنی که در ازای انجام مراسم مذهبی، خدایان، آنچه مورد نیاز زندگی رومیان بود، سعادت، سلامتی و موفقیت نظامی را تضمین می‌کردند. مانند رومیان، تقریباً همه مردمان تسخیر شده نیز چندخداپرست بودند. آنها خدایان خود را می‌پرستیدند و فکر می‌کردند این خدایان از آنها محافظت می‌کنند. از آنجایی که آنها معتقد بودند که مردمان دیگر نیز خدایان خود را دارند، شرکت در جشنواره‌های بزرگداشت خدایان رومی را نسبتاً آسان می‌یافتند و موضوع صرفاً احترام به رومیان بود. با گذشت زمان، خدایان مردمان دیگر در میان رومیان محبوبیت زیادی پیدا کردند. رومی‌ها در واقع خدایان یونان را با خدایان خود یکی می‌دانستند. برای مثال، ژوپیتر و زئوس به عنوان یک خدا در نظر گرفته می‌شدند. آنها معتقد بودند که این خدایان در تأسیس تمدن روم نقش داشته‌اند و اینکه آنها به شکل‌گیری رویدادهای زندگی مردم به صورت روزانه کمک می‌کنند. هر شرایط مساعد یا نامطلوب در زندگی را رومیان به خلق و خوی خدایان معین نسبت می‌دادند، بنابراین مردم نیز برای شکرگزاری یا تلاش برای آرام کردن خلق و خوی خدایان، به آنها هدایایی اهدا می‌کردند. برخلاف بسیاری از سنت‌های مذهبی یا مذهبی یکتاپرستی، خدایان رومی توجه کمی به اخلاق مردم روم داشتند. در عوض، دغدغه اصلی آنها ادای احترام به خدایان از طریق مناسک بسیار خاص بود. سیاست آنها به‌طور کلی این بود که خدایان و فرقه‌های مردمان دیگر را جذب کنند نه اینکه برای ریشه‌کن کردن آن تلاش کنند، جان تی. کخ خاطرنشان می‌کند: «این ذهنیت در هسته نبوغ یکسان‌سازی فرهنگی قرار داشت که امپراتوری روم را ممکن کرد» یکی از راه‌هایی که روم مردمان گوناگون را در درون امپراتوری خود جای دادند، حمایت از میراث مذهبی آنها و ساختن معابد برای خدایان محلی بود که الهیات آنها را در همان سلسله مراتب دین روم قرار می‌داد. در کتیبه‌های سراسر امپراتوری پرستش خدایان محلی و رومی در کنار یکدیگر، از جمله تقدیم‌هایی که رومی‌ها به خدایان محلی انجام داده‌اند، ثبت شده‌است.

#### امپراتور کنستانتین و مسیحیت

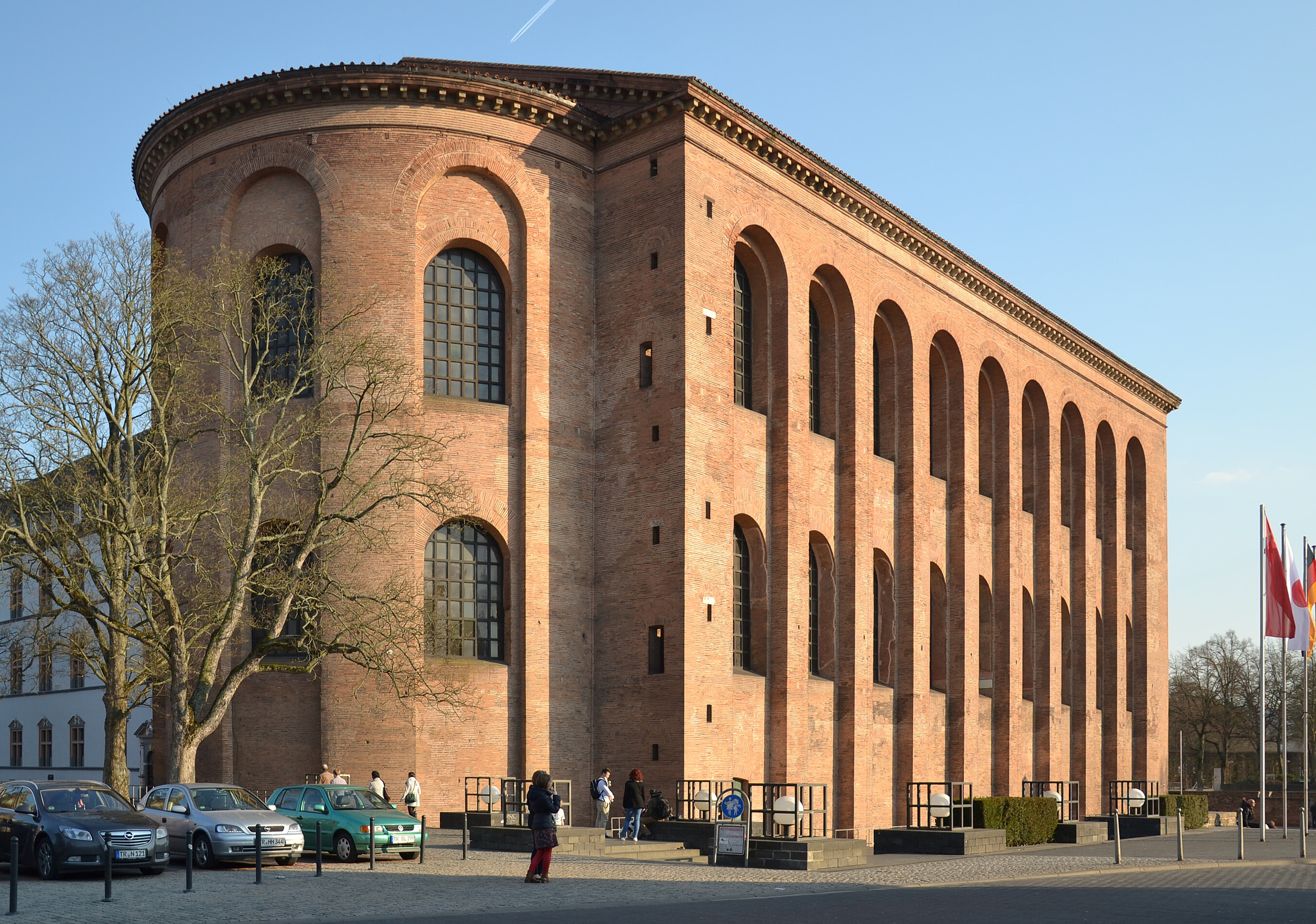
کلیسای بازیلیکا کنستانتین از تری‌یر، آلمان (سپس بخشی از استان‌های روم از استان گالیا بلجیکا)، ساخته شده در زمان سلطنت کنستانتین بزرگ (ح ۳۰۶–۳۳۷ پس از میلاد)

کنستانتیوس کلوروس و پسرش کنستانتین بزرگ هر دو از اعضای فرقه سول اینویکتوس بودند.
کنستانتین بزرگ که برای کنترل امپراتوری غرب می‌جنگید، این تصور را داشت که اگر زیر علامت صلیب بجنگد، در یک نبرد مهم پیروز خواهد شد. او خواست که سپر سربازانش را با صلیب علامت‌گذاری کنند و آنها را به جنگ فرستاد. هنگامی که آنها پیروز شدند، کنستانتین از حامیان جدی مسیحیت شد. کنستانتین به عنوان امپراتور جدید از جنگ داخلی بیرون آمد. در سال ۳۱۳، او اعلام کرد که هر فردی در پیروی از دینی که خود انتخاب می‌کند آزاد است. در زمان کنستانتین، مسیحیت به دین غالب تبدیل شد.
کنستانتین با پذیرفتن مسیحیت، که ماهیت توحیدی داشت، این تصور را مطرح کرد که خدای یگانه و مشروع او را به عنوان تنها مدعی برای تاج و تخت انتخاب کرده‌است. این ایده جدا از پیامدهای سیاسی قابل توجهی، نشانگر تغییر مهمی در رابطه بین امپراتورها و الوهیت بود. در دوره ای که مدعیان متعددی برای تاج و تخت امپراتوری وجود داشت، این فلسفه، مدعیان رقیب را نامشروع و اقتدار کنستانتین را تضمین کرد.
در حالی که آیین‌ها و سنت‌های بومی باقی مانده بودند، کنستانتین هم از نظر مالی و هم از نظر معنوی از مسیحیان حمایت می‌کرد. کنستانتین به عنوان حامی عالی آنها، به مسیحیان کمک مالی برای ساختن کلیساها و به دست آوردن املاک اعطا کرد، اموال مصادره شده را بازگرداند، مسیحیان را به مناصب عالی‌رتبه رساند و روحانیون مسیحی را از مالیات معاف کرد. در حمایت معنوی، موقعیت او به عنوان رئیس کلیسا و همچنین امپراتوری کمک کرد که توسط فرمان‌هایی که می‌دهد وحدت اعتقادی مسیحی را ترویج کند.
در جریان آزار و اذیت مسیحیان در زمان دیوکلتیان (۳۰۲–۳۰۶ پس از میلاد)، امپراتور علاوه بر دستگیری، به روحانیون مسیحی دستور داده بود که متون مقدس خود را تحویل دهند. برخی از جمله اسقف‌ها برای جلوگیری از زندان و مجازات این کار را کرده بودند. اختلافات در میان جوامع مسیحی افزایش یافته بود و یک گروه به رهبری اسقف [[دوناتوس]] قاطعانه معتقد بودند که این اسقف‌ها اکنون آلوده شده‌اند. اسقف‌ها از کنستانتین درخواست کردند که به عنوان میانجی در این مشکل عمل کند. پس از این همه جنگ داخلی، کنستانتین مصمم بود که اتحاد را در سرتاسر امپراتوری روم القا کند و دستور داد سیاست «ببخش و فراموش کن» اجرا شود. اسقف دوناتوس نپذیرفت و پیروانش در شمال آفریقا ساکن شدند. با صدور این فرمان، کنستانتین عملاً رئیس رسمی کلیسا شد. سپس در سال ۳۲۴ پس از میلاد، کنستانتین لیسینیوس را شکست داد و تنها امپراتور شد. در آن موقعیت، او اساساً ایده‌های اورلیان را گسترش داد، به طوری که اکنون می‌توانست «یک خدای واحد، یک امپراتور، یک کلیسا» را اجرا کند.
پس از میانجیگری در شکاف دوناتیست، چالش بزرگ بعدی او در سال ۳۲۵ پس از میلاد رخ داد. آریوس (حدود ۲۵۰–۳۳۶) از پدران اولیه کلیسا، تعلیم می‌داد که در مقطعی، خدا مسیح را آفریده‌است. شورش در چندین شهر رخ داده بود و کنستانتین اسقف‌ها را در اولین شورای نیقیه گرد هم آورد تا مشکل را حل کنند. شورای نیقیه به آموزه مسیحی معروف به تثلیث منجر شد که رابطه بین خدا و مسیح را بیان می‌کرد. شورا به این ادعا رأی داد که مسیح از ذات یکسان خداست که در خلقت حضور دارد و در عیسی ناصری بر روی زمین تجسم یافته‌است. تا زمانی که مسیح دوباره به جهان بازگردد، امپراتور مسیحی اکنون به جای مسیح می‌ایستد، و بنابراین قدرت یکسان خدا را بر روی زمین در حالی که او حکومت می‌کند، حمل می‌کند. پس از این شورا بود که امپراتورهای مسیحی با هاله‌هایی بر سرشان به تصویر کشیده شدند.
کنستانتین ارتدکس (باور صحیح) را در آموزه‌های مسیحی ترویج کرد تا مسیحیت به جای تفرقه افکنی، به نیرویی برای اتحاد تبدیل شود. او اسقف‌های مسیحی را به جلسه ای احضار کرد که بعداً به نام اولین شورای نیقیه شناخته شد، که در آن حدود ۳۱۸ اسقف (عمدتاً شرقی) بحث کردند و تصمیم گرفتند که چه چیزی ارتدکس است و چه چیزی بدعت در مسیحیت. سرانجام جلسه در مورد اعتقادنامه نیقیه به اجماع رسید.
تا آن زمان در روم با وجود فرقه‌های بومی متعدد، هیچ مرجع مرکزی وجود نداشت که دیکته کند که همه باید چه چیزی را باور کنند. اعتقادنامه نیقیه یک سیستم اعتقادی را رسمیت داد که از طریق قدرت امپراتور ترویج می‌شد. به این ترتیب، هرگونه مخالفت نه تنها بدعت بلکه خیانت نیز بود. کنستانتین قوانینی را علیه یهودیان ایجاد کرده‌است: یهودیان نمی‌توانستند به دنبال نوکیشان باشند، از داشتن بردگان مسیحی منع شده بودند، و نمی‌توانستند بردگان خود را ختنه کنند. مسیحیان که به یهودیت می‌گرویدند، به مجازات اعدام محکوم می‌شدند. از سوی دیگر، به روحانیون یهودی نیز معافیت مالیاتی مشابه مسیحیان ارائه شد.
«ربکا دنووا» استاد دانشگاه و پژوهشگر در زمینه مسیحیت اولیه نوشته‌است، در ۳۰۰ سال اول، مسیحیت تحت سلطه وجود جوامع متعددی بود که عقاید خود را به طرق مختلف بیان می‌کردند. تا کنستانتین هیچ مرجع مرکزی برای تعیین جزم و آیین وجود نداشت. در قرن دوم، نوشته‌های پدران کلیسا چیزی را به وجود آورد که در نهایت به تعصب مسیحی تبدیل شد. بسیاری از همین ایده‌ها در نامه‌ها و سخنرانی‌های کنستانتین مشهود است. در زمان کنستانتین، بدعت تعریف شد. اموال بدعت‌گذاران مصادره شد و روش اعدام آنها سوزاندن در آتش بود.
در نگاهی سطحی به فرمان میلان به نظر می‌رسد که کنستانتین آزادی مذهبی واقعی را برای همه ایجاد کرد، اما در واقع چنین نبود. کاری که او انجام داد، ایجاد یک چارچوب سیاسی-حقوقی بود که در آن الگوهای حاکمیت دینی می‌توانستند ایجاد شوند و رشد کنند. این تغییر دادن موقعیت مسیحیت در کشور بود به این معنی که مسیحیت از فرقه ای تحت آزار و اذیت در حاشیه یهودیت، و به حاشیه رانده شده در جامعه روم، به یک بازیگر سیاسی و قضایی تبدیل شد که انقلاب واقعی قرن چهارم است و اغلب از آن به عنوان تغییر کنستانتینی یاد می‌شود. برخی از محققان اقدامات کنستانتین را باعث رشد سریع مسیحیت می‌دانند، اگرچه برخی از محققان مدرن مخالفند.

#### تفاوت مفهوم خدا در یهودیت، مسیحیت و پاگانیسم
«ربکا دنووا» استاد تاریخ قدیم مسیحیت نوشته‌است: «یکتاپرستی آن گونه که ما امروزه می‌فهمیم در جهان باستان وجود نداشت.» تعریف امروزه از یکتاپرستی عبارت است از پرستش تنها یک خدا و انکار وجود خدایان دیگر.
بر اساس نظر برت ایرمان: در دنیای پاگانیسم باستان، خدایان را می‌توان به عنوان یک نوع هرم قدرت تصور کرد.
1. بزرگ‌ترین خدا، مثلاً زئوس، یا ژوپیتر، یا خدای ناشناخته‌ای در قله، در بالای این هرم قرار دارد.
2. زیر آن خدا، در تخیل عمومی، خدایان بزرگ دیگری با قدرت غیرقابل تصور وجود داشتند - برای مثال، خدایان کوه المپ، که از اساطیر یونان و روم شناخته می‌شوند.
3. در زیر آن خدا و دیگر خدایان، الوهیت‌های دیگری قرار داشتند که بسیار فراتر از ظرفیت‌های انسانی بودند. خدایان محلی مختلف و خدایان با کارکردهای مختلف که مافوق بشر بودند.
4. در زیر آنها الوهیت‌های کمتری وجود داشت که گاهی دایمون یا «دایمونیا» نامیده می‌شد. کلمه «شیاطین» از اینجا منشأ می‌گیرد، اما اینها لزوماً شیاطین نبودند - برخی خوب بودند، در حالی که برخی بد. آنها صرفاً الوهیت‌های سطح پایین بودند. آنها به اندازه خدایان المپیا قدرتمند نبودند، اما بسیار قدرتمندتر از انسان‌ها بودند و می‌توانستند بر مردم برای خیر یا شر تأثیر بگذارند.
5. زیر دایمون سطح «موجود الهی» یا «انسانی الهی» قرار داشت و شامل موجوداتی بود که بخشی از آن الهی و بخشی دیگر انسانی بودند. مردم باستان متوجه شدند که برخی از افراد بسیار قدرتمندتر از دیگران، بسیار باهوش‌تر و به مراتب زیباتر هستند. این به این دلیل بود که آنها بخشی از الهی را در درون خود داشتند. به عنوان مثال، در جهان روم، امپراتور روم به عنوان یک موجود الهی پرستش می‌شد. او از آن دسته موجوداتی بود که برتر از دیگران، اما پایین‌تر از خدایان بود و بنابراین، انسانی الهی بود و به عنوان یک انسان الهی، باید مانند سایر خدایان پرستش شود.[۳۲]

در یهودیت مفهوم خدا در کتاب مقدس عبری به دلیل اینکه وجود خدایان دیگر به ندرت به صراحت انکار می‌شود و حتی بارها به آن اذعان می‌شود به عنوان تک‌خداگزینی در نظر گرفته می‌شود.
مسیحیت در مفهوم تثلیث مدعی است که خدا یکی است، اما با سه تجلی یا شخصیت: خدا، مسیح و روح‌القدس. زمانی که پاگان‌های سابق به مسیحیت گرویدند، مفهوم یهودی خودداری از پرستش خدایان دیگر را نیز پذیرفتند. تفکر تثلیثی شباهت زیادی به طرز تفکر توحید متکثر دارد. تمایز اصلی این است که مسیحیت به عنوان یک دین توحیدی، خود را به سه شخص محدود می‌کند، در حالی که ادیان بدوی دلیلی برای محدود کردن تعداد اشکال ممکن از یک جوهر الهی نداشتند.

### نرخ میانگین رشد مسیحیت
برت ایرمان نوشته‌است، بر اساس منابع ادبی کهن و سایر شواهد، اعتقاد بر این است که مسیحیت در سال‌های اولیه گسترش سریعی داشته‌است. اگرچه تعیین یک عدد خاص دشوار است اما به نظر می‌رسد که نرخ رشد، حتی اگر متغیر باشد، به‌طور متوسط حدود ۳۵٪ در هر دهه در کل زمان است. یکی از ارزش‌هایی که برای مسیحیان اولیه اهمیت داشت، تقدس زندگی بود. این عقیده تأثیر مستقیم بر نرخ زاد و ولد آنها داشت. مسیحیان اولیه کودک کشی، سقط جنین یا فروش کودکان به بردگی را انجام نمی‌دادند. در آن زمان، رها کردن نوزاد ناخواسته در خارج از خانه یک عمل غیر معمول نبود.
رادنی استارک  دین‌شناس تطبیقی در کتاب فراز مسیحیت: چگونه جنبش مبهم، حاشیه‌ای، عیسی تبدیل به نیروی مذهبی غالب در دنیای غرب در چند قرن شد نوشته‌است مسیحیان اولیه نرخ زاد ولد بالایی داشتند. مسیحیان تأکید می‌کردند که یکی از اهداف اصلی رابطه جنسی، بچه‌دار شدن است؛ بنابراین بچه‌دار شدن یک وظیفه زناشویی بود. در نتیجه، در حالی که نرخ تولد در بین غیرمسیحیان کم بود، نرخ زاد ولد در بین مسیحیان بالا بود. این یکی از دلایلی است که مسیحیت به سرعت رشد کرد. او همچنین خاطرنشان می‌کند که دو اپیدمی بزرگ در سال‌های (طاعون آنتونین (بین سال‌های ۱۶۵ تا ۱۸۰ میلادی) ۱۶۵ و طاعون قبرس ۲۵۱ پس از میلاد وجود داشت که هر بار میلیون‌ها نفر مردند. استارک استدلال می‌کند که مسیحیان به مراتب بهتر از پاگان‌ها با این همه‌گیری‌ها برخورد کردند. در حالی که پاگان‌ها وحشت زده از شهرها فرار کردند، مسیحیان ماندند و به بیماران کمک کردند. هم تهدید به مرگ قریب‌الوقوع در اثر طاعون و هم کوشش تزلزل‌ناپذیر بسیاری از روحانیون مسیحی در مواجهه با همه‌گیری باعث افزایش تعداد گروندگان به مسیحیت شد.
| سال ۳۰  | ۲۰ نفر مسیحی                  | در هنگام مرگ عیسی                                       |
| ------- | ----------------------------- | ------------------------------------------------------- |
| سال ۶۰  | ۱۰۰۰ تا ۱۵۰۰ مسیحی            | در هنگام فعالیت پولس                                    |
| سال ۱۰۰ | بین ۷۰۰۰ تا ۱۰۰۰۰             | تمایز بین مسیحیان و یهودیان در ادبیات رومی آشکار می‌شود. |
| سال ۱۵۰ | بین ۳۰۰۰۰ تا ۴۰۰۰۰            | هیچ آزاری وجود نداشت.                                   |
| سال ۲۰۰ | بین ۱۴۰۰۰۰ تا ۱۶۰۰۰۰          | هیچ آزاری وجود نداشت.                                   |
| سال ۲۵۰ | بین ۶۰۰۰۰۰ تا ۷۰۰۰۰۰          | زمان اولین آزار و اذیت در زمان دقیانوس                  |
| سال ۳۰۰ | بین ۲٫۵ تا ۳٫۵ میلیون         | مسیحیان به شدت تحت آزار و اذیت قرار می‌گرفتند.           |
| سال ۳۱۲ | بین ۳٫۵ تا ۴ میلیون مسیحی     | کنستانتین بزرگ به مسیحیت گروید.                         |
| سال ۴۰۰ | تقریباً ۲۵ میلیون یا ۳۵ میلیون | از تقریباً ۶۰ میلیون جمعیت امپراتوری روم.                |

#### گذار به سلطه مسیحی

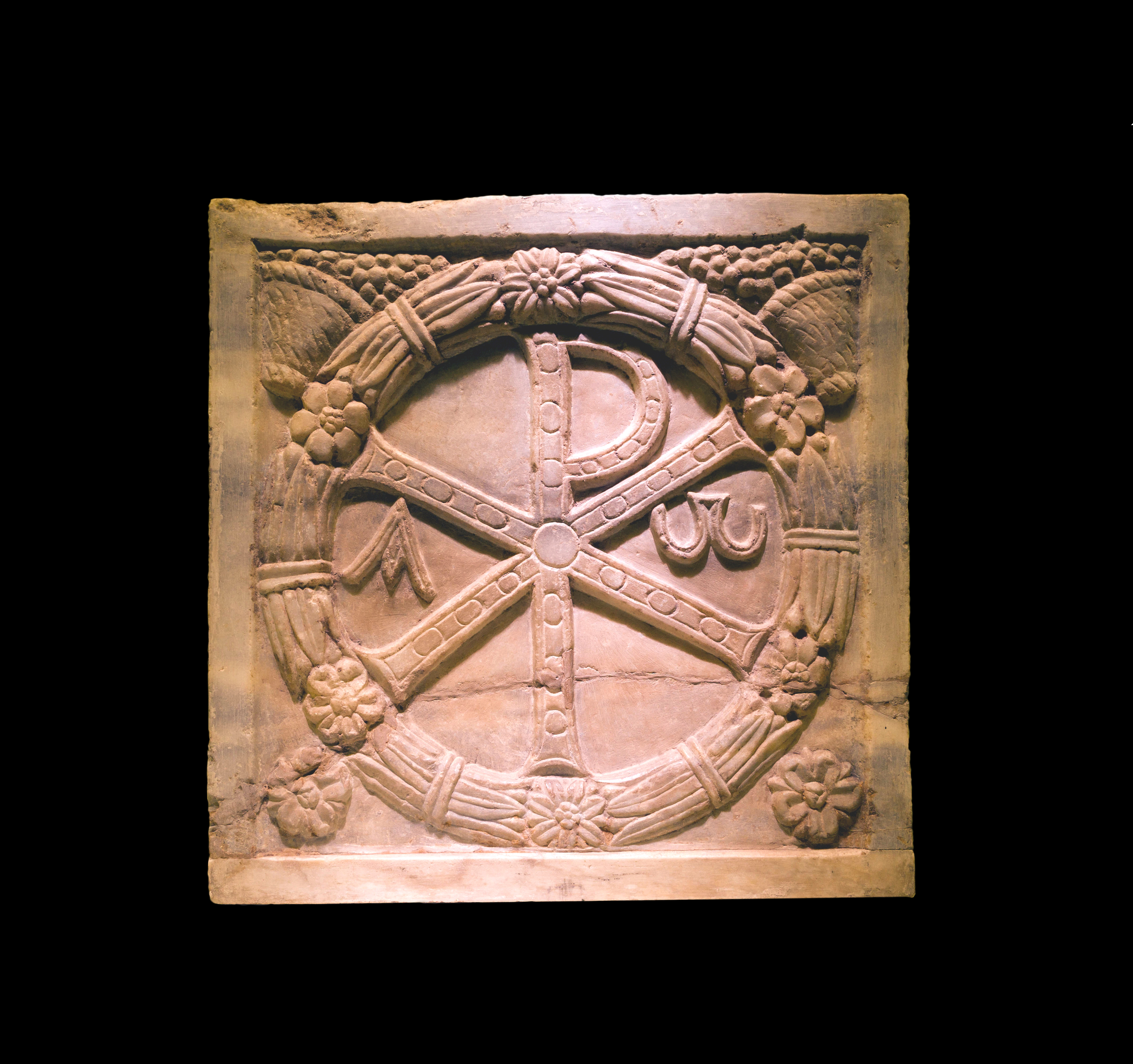
علامت مسیحی کای-رو بر روی یک تابوت‌دان، قرن چهارم میلادی

مسیحیت با مذهب سنتی روم ناسازگار بود. از قرن دوم به بعد، پدران کلیسا ادیان مختلف غیر مسیحی را که در سرتاسر امپراتوری وجود داشت را به عنوان «پاگان» محکوم کردند.
فرقه امپراتوری روم در زمان غلبه مسیحیت در زمان حکومت کنستانتین بزرگ کانون بحث‌های الهیاتی و سیاسی شد. برادرزاده کنستانتین امپراتور ژولیان (حکومت ۳۶۱ تا ۳۶۳ میلادی) نتوانست حمایت رو به افول از فرقه‌های سنتی روم را تغییر دهد. پس از اینکه تئودئوس یکم (حکومت ۳۷۹ تا ۳۹۵) رسماً، مسیحیت را به عنوان دین دولتی امپراتوری پذیرفت. «فرقه امپراتوری» همراه با فرقه‌های مسیحی غیرِ ارتدکس که توسط امپراتوری تأیید نشده بود، کنار گذاشته شدند. امپراتور ژولیان آنچه که خود «کیش جلیلی» می‌نامید و با آن تربیت شده بود را برای ترکیبی خاص از فلسفه نوافلاطونی، زهد رواقی‌گری و کیش خورشیدی جهانی رد کرد و کنار گذاشت. ژولیان در سال ۳۶۱ آگوستوس شد و به‌طور فعال یک کثرت‌گرایی دینی و فرهنگی را تقویت کرد و تلاش کرد تا اعمال و حقوق غیر مسیحی را بازگرداند.
در سال ۳۸۰ در زمان امپراتور روم شرقی تئودئوس یکم (حکومت ۳۷۹ تا ۳۹۵)، اعتقادنامه نیقیه رسمی و مسیحیت دین دولتی روم شد. بدعت‌گران در مسیحیت و همچنین غیر مسیحیان در معرض محرومیت از فعالیت‌های اجتماعی یا آزار و اذیت قرار گرفتند، اگرچه دین رومی و بسیاری از جنبه‌های مناسک آن بر اشکال مسیحیت تأثیر گذاشت، و بسیاری از باورها و اعمال پیش از مسیحیت در جشن‌های مسیحی و سنت‌های محلی باقی ماند. تئودئوس یکم نه تنها از بازگرداندن محراب پیروزی به مجلس سنا خودداری کرد، بلکه آتش مقدس وستال‌ها را خاموش کرد و معبد آنها را خالی کرد: اعتراض سناتورها در نامه ای توسط کوئینتوس اورلیوس سیمماخوس به امپراتورهای غربی و شرقی ابراز شد. امبروس، اسقف بانفوذ میلان و قدیس آینده، در رد درخواست کوئینتوس اورلیوس سیمماخوس برای تسامح و مدارا مطلب نوشت. یکی از قوانینی که تئودئوس یکم تصویب کرد این بود که مرتد مسیحیت اجازه ندارد وصیت کند؛ یعنی کسی که تغییر دین می‌داد نمی‌توانست هیچ مال دنیایی را به ورثه بدهد و هر مرتدی که قبلاً وصیتی داشت، باطل می‌شد. او سال ۳۹۴ بازی‌های المپیک را ممنوع کرد. در زمان تئودئوس یکم، منافع دولت و کلیسا به‌طور کامل با هم ادغام شدند. برای قرن‌ها، تئودئوس یکم به عنوان یک قهرمان ارتدکس مسیحی در نظر گرفته می‌شد که قاطعانه پاگانیسم را از بین برد. اسلاف او کنستانتین، کنستانتیوس دوم و والنس همگی نیمه آریانی بودند در حالی که تئودئوس از مسیحیت نیقیه حمایت می‌کرد که در نهایت به نسخه ارتدکس مسیح‌شناسی برای اکثر کلیساهای مسیحی بعدی تبدیل شد. فرمان تسالونیکی او مسیحیان آریانی را «دیوانه‌های احمق» توصیف کرد؛ بنابراین، از نظر اسقف اعظم میلان امبروس و سنت ادبی مسیحی که از او پیروی می‌کرد، تئودئوس سزاوار بیشترین اعتبار برای پیروزی نهایی مسیحیت بود. تئودئوس یکم آخرین امپراتور شرق و غرب بود.

##### تأثیر بر اخلاق جنسی
کایل هارپر نویسندهٔ کتاب از شرم تا گناه: تحول مسیحی اخلاق جنسی در این کتاب شرح می‌دهد که در حالی که فرهنگ جنسی رومی آشکارا و آزادانه وابسته به عشق شهوانی بود، به‌طور کامل بدون محدودیت نیز نبود. در مورد زنان باید قبل از ازدواج باکره و در هنگام ازدواج همسران وفادار باشند. دنبال کردن هر مسیر دیگری به معنای شرم بزرگ (یا خیلی بدتر) بود. زنا با زنان متأهل جنایت علیه انسان بود. توهین به اخلاق جنسی مایه شرمساری بود که از طریق محکومیت اجتماعی تجربه می‌شد. ظهور مسیحیت اساساً اخلاق رفتار جنسی را تغییر داد. در مسائل اخلاقی، قضاوت الهی از داوری فانی و این دنیایی صرف فراتر رفت و شرم - یک مفهوم اجتماعی - جای خود را به مفهوم الهیاتی گناه داد. این درک دگرگون شده منجر به ممنوعیت صریح مسیحیت از همجنسگرایی، هم‌بالینی مشروع و تن‌فروشی در روم باستان شد.
در مورد رابطه با بردگان پولس رسول در هیچ‌کجا ممنوعیت صریح در مورد استفاده جنسی برده‌داران از برده‌ها صادر نمی‌کند. برنادت بروتن پژوهشگر و نویسنده کتاب فراتر از بردگی: غلبه بر میراث مذهبی و جنسی آن خاطر نشان می‌کند که در متون کلاسیک یهودی و مسیحی، مالکان به صراحت اجازه ندارند با زنان کنیز خود رابطه جنسی داشته باشند، اما برای انجام این کار مجازاتی هم برای آنها وجود ندارد. «در مسیحیت برخی از نویسندگان مهم اولیه کلیسا را می‌توان یافت که نشان می‌دهند که می‌دانند مردان مسیحی ممکن است با زنان کنیز خود رابطه جنسی داشته باشند و آن را دوست ندارند و علیه آن موعظه می‌کنند. اما وقتی نوبت به این می‌رسد که… آیا قرار است مردی را به خاطر انجام این کار جریمه کنند، مجازاتی در نظر گرفته نمی‌شود.».